# Alston Scott Householder
Alston Scott Householder (Rockford, Illinois, 5 de maio de 1904 — Malibu, Califórnia, 4 de julho de 1993) foi um matemático estadunidense.

## Carreira
Especialista em biologia matemática e análise numérica, inventor da transformação de Householder e do método de Householder. Casou com Belle Householder e depois em 1984 com Heidi Householder, nascida Vogg.
Householder passou sua juventude em Alabama; obteve um BA em filosofia em 1925 na Universidade Northwestern em Evanston, Illinois, e um MA, também em filosofia, na Universidade Cornell em 1927. Lecionou matemática enquanto estava se preparando para o PhD, que obteve na Universidade de Chicago em 1937, com uma tese sobre cálculo de variações.
Depois de receber seu doutorado, Householder concentrou-se no campo da biologia matemática, trabalhando com vários outros pesquisadores com Nicolas Rashevsky na  Universidade de Chicago.
In 1946 foi para a Divisão de Matemática do Laboratório Nacional de Oak Ridge (ORNL), onde foi indicado catedrático em 1948; é durante este período que seu interesse muda para a Análise numérica. Em 1969 deixou o ORNL para tornar-se Professor de Matemática da Universidade do Tennessee. Aposentou-se em 1974 e foi viver em Malibu, Califórnia.
Householder contribuiu de diversas formas para a organização da pesquisa. Foi presidente da Society for Industrial and Applied Mathematics (SIAM) e da Association for Computing Machinery (ACM). Foi membro do comitê redatorial dos periódicos Psychometrika , Numerische Mathematik , Linear Algebra and Its Applications, e foi editor-chefe do periódico SIAM Journal on Numerical Analysis. Organizou as Gatlinburg Conferences, atualmente denominado Householder Symposia.

## Publicações
- Discussion of a set of points in terms of their mutual distances, 1938:[2] artigo pioneiro em escala multidimensional (Veja também, MW Richardson)
- The theory of matrices in numerical analysis, 1964